# Haruna Okuno
Haruna Okuno (en japonés: 奥野春菜, Okuno Haruna, 18 de marzo de 1999) es una deportista japonesa que compite en lucha libre.
Ganó tres medallas de oro en el Campeonato Mundial de Lucha, entre los años 2017 y 2023. En los Juegos Asiáticos de 2018 consiguió una medalla de bronce en la categoría de 53 kg.

## Palmarés internacional
| Campeonato Mundial | Campeonato Mundial  | Campeonato Mundial | Campeonato Mundial |
| Año                | Lugar               | Medalla            | Categoría          |
| ------------------ | ------------------- | ------------------ | ------------------ |
| 2017               | París (Francia)     | Medalla de oro     | 55 kg              |
| 2018               | Budapest (Hungría)  | Medalla de oro     | 53 kg              |
| 2023               | Belgrado (Serbia)   | Medalla de oro     | 55 kg              |
| Juegos Asiáticos   |                     |                    |                    |
| Año                | Lugar               | Medalla            | Categoría          |
| 2018               | Yakarta (Indonesia) | Medalla de bronce  | 53 kg              |